# Хорр, Абделькадер
Абделькадер Хорр (араб. عبد القادر حر‎; фр. Abdelkader Horr; род. 10 ноября 1953, Алжир) — алжирский футболист, выступавший на позиции защитника за сборную Алжира.

## Карьера
Начал карьеру футболиста в составе «Олимпик Клуб Алжир». Позже стал выступать за национальную сборную Алжира. В составе сборной был участником Кубка африканских наций 1980 года в Нигерии, где вместе с командой завоевал «серебро». В 1982 году на кубке африканских наций, где занял с командой четвёртое место.

## Достижения
«Алжир»
- Финалист Кубка Африканских наций: 1980